# Старица (приток Оби)
Старица — река в Новосибирском районе Новосибирской области России. Длина реки составляет 14 км.
Начинается около очистных сооружений юго-восточнее посёлка Воробьёвского. Течёт вдоль Оби в северном направлении через дачи и садовые участки. Впадает в Обь в 2935 км по левому берегу у острова Сивкова.

## Данные водного реестра
По данным государственного водного реестра России относится к Верхнеобскому бассейновому округу, водохозяйственный участок реки — Обь от Новосибирского гидроузла до впадения реки Чулым, без рек Иня и Томь, речной подбассейн реки — бассейны притоков (Верхней) Оби до впадения Томи. Речной бассейн реки — (Верхняя) Обь до впадения Иртыша.